# Oracle Cloud
Oracle Cloud est un service de cloud computing offert par la Société Oracle fournissant des serveurs, du stockage, du réseau, des applications et des services via un réseau mondial géré par Oracle Corporation centres de données. L'entreprise permet la distribution de ces services sur demande sur l'Internet.
Oracle Cloud fournit une infrastructure en tant que service (IaaS), une plate-forme en tant que service (PaaS), un logiciel en tant que service (SaaS) et des données en tant que service (DaaS). Ces services sont utilisés pour créer, déployer, intégrer et étendre des applications dans le cloud. Cette plateforme prend en charge de nombreux standards ouverts (SQL, HTML5, REST, etc.), des applications open source (Kubernetes, Spark, Hadoop, Kafka, MySQL, Terraform, etc.) et une variété de langages de programmation, bases de données, outils et frameworks, notamment des logiciels et systèmes spécifiques à Oracle, Open Source et tiers.

## Leurs services

### Infrastructure en tant que Service (IaaS) et Plateforme en tant que Service (PaaS)
L'infrastructure cloud d'Oracle a été rendue généralement disponible le 20 octobre 2016 sous le nom « Oracle Bare Metal Cloud Services ». Oracle Bare Metal Cloud Services a été rebaptisé Oracle Cloud Infrastructure en 2018 et surnommé « Generation 2 Cloud » d'Oracle lors de l'Oracle OpenWorld 2018. Les offres Oracle Cloud Infrastructure incluent les services suivant, :
- Calcul : L'entreprise fournit des instances de machines virtuelles pour offrir différentes formes (tailles de VM) répondant à différents types de charges de travail et de caractéristiques de performance. Elle fournit également des serveurs Bare metal et des serveurs GPU Bare metal à la demande, sans hyperviseur. En 2016, Oracle Cloud Infrastructure a lancé des instances bare metal avec des processeurs Intel. Traduit avec DeepL.com (baretmetal uite) processeurs Intel. Ces premières instances en métal nu offertes ont été alimentées par des serbareumetal[5]. En 2018, Oracle Cloud a ajouté des instances en métal nu avec dsseurs AMD, suivi par des processeurs natifs Ampere Clouden 2021[6],[7]. En 2021, Oracle a également lancé ses premières instances informatisées basées sur VM-sur les processeurs de bras[7].
- Stockage : La plate-forme fournit des volumes de blocs, le stockage de fichiers, le stockage d'objets et le stockage de fichiers pour la base de données, l'analyse, le contenu et d'autres applications via des protocoles communs et des API.
- Réseau : Cette plate-forme cloud fournit un réseau avec des adresses IP entièrement configurables, des sous-réseaux, des chemins et des pare-feu pour soutenir des réseaux privés nouveaux ou existants en toute sécurité.
- Gouvernance : Pour l'audit, la gestion de l'identité et de l'accès, la plateforme dispose de contrôles d'intégrité des données, de traçabilité et de fonctions de gestion de l'accès.
- Gestion des bases de données / Gestion des données : Oracle propose une plateforme de gestion des données pour les charges de travail des bases de données, ainsi que de grands volumes de données et charges de travail de streaming, y compris OLTP, du stockage de données, Spark, de l'apprentissage automatique, de la recherche de texte, de l'analyse d'images, un catalogue de données et de l'apprentissage en profondeur. La plateforme permet aux bases de données Oracle, MySQL et NoSQL de se déployer sur demande en tant que services cloud gérés. Oracle Database offre la base de données autonome d'Oracle (optimisée pour le stockage de données, le traitement des transactions ou JSON), la forme Exadata et les clusters d'applications réelles (RAC).
- Équilibrage de charge : La plateforme cloud offre une capacité d'équilibrage de charge pour diriger automatiquement le trafic à travers les domaines de défaillance et les domaines de disponibilité pour une haute disponibilité et une tolérance pour les applications hébergées.
- Services Edge: Ces services peuvent surveiller le chemin entre les utilisateurs et les ressources et s'adapter aux changements et aux interruptions en utilisant une infrastructure DNS sécurisée.
- FastConnect : La plate-forme cloud offre une connectivité privée via les réseaux locaux et cloud par le biais de fournisseurs tels que Equinix, AT&T et Colt.
- Développement d'applications : Pour le développement d'applications, le cloud de l'entreprise offre une plate-forme de développement d'applications ouverte et basée sur les normes pour construire, déployer et gérer des applications API-first, mobile-first cloud. Cette plate-forme est compatible avec le développement de codes bas, natifs et petits. Cette plate-forme offre également une plate-forme DevOps pour CI/CD, des diagnostics pour les applications Java, et une intégration avec les applications SaaS et on-prem. Les services incluent Java, les mobiles, les assistants numériques (développement à partir de chatbots), la messagerie, le cloud de conteneurs d'applications, le cloud de développeurs, le constructeur visuel, le catalogue d'API, la plateforme AI DataScience.com (Oracle acquise) et la blockchain.
- Intégration : Il s'agit d'une plateforme qui propose des adaptateurs pour intégrer des applications uniques et dans le cloud. Les capacités incluent l'intégration et la réplication de données, la gestion des API, l'analyse d'intégration, ainsi que la migration et l'intégration de données. Ils offrent des services tels que le cloud de la plate-forme d'intégration de données, le service d'intégration de données dans le cloud, le service d'intégration dans le cloud, le service cloud de la plateforme API, le service apiary cloud et le service SOA cloud.
- Business Analytics : La société fournit cette plate-forme d'analyse commerciale qui peut analyser et générer des connaissances à partir de données provenant de diverses applications, des entrepôts de données et des lacs de données. Les services proposés incluent le cloud analytique, l'intelligence d'entreprise, la découverte de big data, la préparation de big data, l'affichage de données et la base d'essai.
- Sécurité : La plateforme Oracle Cloud fournit des applications d'identité et de sécurité pour assurer un accès sécurisé et une surveillance de l'environnement cloud hybride et répondre aux exigences en matière de gouvernance et de conformité informatique. Cette plateforme offre un SOC d'identité (Centre d'opérations de sécurité) grâce à une offre combinée de SIEM, UEBA, CASB et IDaaS. Les services proposés incluent le Cloud Identity Service et CASB Cloud Service.
- Gestion : La plateforme fournit une plateforme intégrée de surveillance, de gestion et d'analyse. Cette plate-forme utilise également l'apprentissage automatique et le big data dans le jeu de données d'exploitation. La plate-forme est utilisée pour améliorer la stabilité informatique, prévenir les flambées d'applications, améliorer DevOps et renforcer la sécurité. Les services proposés incluent la surveillance des performances de l'application, la surveillance de l'infrastructure, l'analyse d'enregistrement, l'orchestration, l'analyse informatique, la configuration et la conformité, la surveillance de la sécurité et l'analyse.
- Contenu et expérience : Il s'agit d'une plateforme de gestion de contenu, de sites Web et de workflows. Ce service est utilisé pour fournir la collaboration de contenu et de présence Web. Cet outil est intégré aux services Oracle on-premise et SaaS. Les services proposés sont Content and Experience Cloud, WebCenter Portal Cloud et DIVA Cloud.

En 2016, Oracle a acquis Dyn, une société d'infrastructure Internet. Le 16 mai 2018, Oracle a annoncé l'acquisition de DataScience.com, une plate-forme privée d'espace de travail cloud pour les projets et les charges de travail de science des données. En avril 2020, Oracle est devenu le fournisseur d'infrastructure cloud pour Zoom, une plateforme de réunion en ligne et vidéo. Le même mois, Nissan a annoncé sa migration vers Oracle Cloud pour ses charges de travail de calcul haute performance (HPC) utilisées pour simuler les impacts structurels de la conception d'une voiture. Xerox a annoncé un partenariat avec Oracle Cloud en 2021, dans le cadre duquel Xerox utilisera les capacités de cloud computing d'Oracle au sein de son incubateur d'entreprises.

### Logiciel en tant que service (SaaS)
Oracle fournit des applications SaaS également connues sous le nom d'Oracle Cloud Applications. Ces applications sont proposées dans une variété de produits et de secteurs industriels avec diverses options de déploiement pour respecter les normes de conformité. La liste ci-dessous mentionne Oracle Cloud Applications fournies par Oracle Corporation.
- Expérience client (CX)
- Gestion du capital humain (HCM)
- Planification des ressources d'entreprise (ERP)
- Gestion de la chaîne d'approvisionnement (SCM)
- Gestion des performances d'entreprise (EPM)
- Applications Internet des objets (IoT)
- Analyse SaaS
- Données
- Solutions industrielles (communications, services financiers, biens de consommation, haute technologie et fabrication, enseignement supérieur, hôtellerie, services publics)
- Déploiement (en respectant les normes pour des secteurs tels que les services financiers, les services de vente au détail, le secteur public, la défense)
- Service Cloud Block-Chain (en partenariat avec SAP, IBM et Microsoft )[14]
- Applications de la chaîne de blocs

Le 28 juillet 2016, Oracle a racheté NetSuite, la toute première société cloud, pour 9,3 milliards de dollars.

### Données en tant que service (DaaS)
Cette plateforme est connue sous le nom d'Oracle Data Cloud. Cette plate-forme regroupe et analyse les données des consommateurs alimentées par Oracle ID Graph sur tous les canaux et appareils pour créer une compréhension multicanal des consommateurs.

## Modèles de déploiement
Oracle Cloud est disponible dans 44 régions depuis juillet 2023, tel que l'Amérique du Nord, l'Amérique du Sud, le Royaume-Uni, l'Union européenne, le Moyen-Orient, l'Afrique, l'Inde, l'Australie, la Corée et le Japon. Oracle Cloud est disponible en tant que cloud public (régions gérées par Oracle) ; sélectionner des agences gouvernementales en tant que cloud gouvernemental géré par Oracle aux États-Unis (avec conformité FedRAMP High et DISA SRG IL5) et au Royaume-Uni ; et en tant que « cloud privé » ou « cloud hybride » en tant que service de base de données uniquement géré par Oracle ou région dédiée à service complet, - ce qu'Oracle appelle « Cloud at Customer ».

## Architecture
Le cloud public et gouvernemental d'Oracle est proposé via un réseau mondial de centres de données gérés par Oracle, connectés par un réseau fédérateur géré par Oracle. Exadata Cloud at Customer d'Oracle exploite ce réseau pour les services de plan de contrôle. Oracle déploie son cloud dans des régions, généralement avec deux régions géographiquement réparties dans chaque pays pour une résilience aux catastrophes avec la souveraineté des données. À l'intérieur de chaque région se trouvent au moins un domaine de disponibilité indépendant des pannes et trois domaines de pannes tolérants aux pannes par domaine de disponibilité. Chaque domaine de disponibilité contient un centre de données indépendant avec isolation électrique, thermique et réseau.
Oracle Cloud héberge des services d'infrastructure et de plateforme cloud accessibles au client, ainsi que des logiciels en tant que service accessibles à l'utilisateur final à partir de ces régions cloud.

## Voir également
- Oracle Publicité et expérience client (CX) (en)
- Oracle Enterprise Resource Planning Cloud (en)
- Oracle HCM-Cloud (en)